# Hegyszentmárton
Hegyszentmárton é um município da Hungria, situado no condado de Baranya. Tem 18,78 km² de área e sua população em 2019 foi estimada em 367 habitantes.